# Documento strutturato
Il documento strutturato è un documento digitale in cui viene utilizzato un qualche metodo di linguaggio di markup per identificare il documento nella sua interezza e le sue parti, assegnando loro significati oltre alla semplice formattazione. Ad esempio, un documento strutturato può identificare una parte come "titolo del capitolo" (o "esempio di codice" o "quartina") invece di specificare semplicemente "Helvetica grassetto 24" o "Courier indentato". Queste parti sono generalmente chiamate "componenti" o "elementi" del documento.

## Panoramica
I documenti strutturati si concentrano sull'etichettatura degli elementi per scopi di elaborazione, non solo per la formattazione. Ad esempio, etichettare un "titolo del capitolo" è più utile per i sistemi di accessibilità rispetto alla semplice formattazione. Una chiara etichettatura migliora anche l'integrazione con database e cataloghi online.
I documenti strutturati supportano gerarchie come liste e sezioni, a differenza dei sistemi di pura formattazione. Sistemi avanzati permettono componenti multipli indipendenti o sovrapposti. Possono anche definire regole esplicite ("schemi") con linguaggi come XSD, Relax NG e Schematron.
Lie e Saarela affermano che SGML ha introdotto i documenti strutturati, ma sistemi precedenti come Scribe e Augment offrivano già funzionalità simili. Il suo successore, XML, è oggi il formato più diffuso.
Una delle rappresentazioni più comuni è HTML, definito dal W3C. Tuttavia, HTML include sia tag semantici (paragrafo, titolo) sia di pura formattazione (corsivo, grassetto), e viene usato sia per strutturare documenti che per la formattazione.
Molti settori utilizzano schemi specifici basati su XML, come JATS per la pubblicazione scientifica, TEI per testi letterari, UBL ed EDI per il commercio e XTCE per la telemetria spaziale.
(XHTML2 Working Group, W3C)

## Semantica strutturale
Nei documenti strutturati, l'attenzione è sulla struttura logica anziché sulla presentazione visiva. Questo permette un'elaborazione più efficace per generare versioni derivate.
Ad esempio, Wikipedia genera automaticamente l'indice dalle intestazioni. La conversione in SGML dell'Oxford English Dictionary ha distinto i diversi usi del corsivo, migliorando la ricerca.
L'uso di HTML semantico migliora l'accessibilità per gli ipovedenti. Anche le agenzie di viaggio traggono vantaggio dai documenti strutturati, permettendo un'integrazione più facile con calendari e sistemi di gestione.
In HTML, la struttura include elementi come <body>, <h1> e <p>:
```
<
body
>

<
h1
>
Documento strutturato
</
h1
>

<
p
>
Un 
<
strong
 
class
=
"selflink"
>
documento strutturato
</
strong
>
 è un 
<
a
 
href
=
"/wiki/Documento_elettronico"
 
title
=
"Documento elettronico"
>
documento elettronico
</
a
>
 che utilizza il 
<
a
 
href
=
"/wiki/Linguaggio_di_markup"
 
title
=
"Linguaggio di markup"
>
markup
</
a
>
 per identificare il contenuto.
</
p
>
  

</
body
>

```

Uno dei vantaggi principali è la possibilità di riutilizzare i documenti in vari contesti e dispositivi.

### Altra semantica
Alcuni elementi testuali, pur non essendo strutturali in senso tradizionale, esprimono informazioni sulla natura delle sezioni del documento anziché sulla loro presentazione.
Ad esempio, <strong> indica enfasi, che può essere resa graficamente in grassetto o tramite inflessione vocale. Il markup semantico esclude tag come <b>, che hanno solo una funzione visiva.
HTML offre tag strutturali come <abbr>, <cite>, <del>, <dfn>, <ins>, <kbd>, e <q>, mentre schemi come DocBook e TEI ne ampliano la gamma.
Il tag <a> crea una struttura di collegamento, essenziale quanto la divisione sezionale, e può essere sostituito dalla transclusione.

## Contesto e intento
La distinzione tra "strutturale" e "non strutturale" dipende dal contesto. Ad esempio, in un libro sulla tipografia, etichette come "corsivo" o "grassetto" sono centrali per la discussione e devono essere rese in modo coerente, così come nelle analisi grammaticali o in altri ambiti.